# دلهي جانيش
دلهي جانيش هو (1 أغسطس 1944 - 9 نوفمبر 2024)، هو ممثل سينمائي هندي (وحمل سابقاً جنسية الراج البريطاني)، ولد في 1 أغسطس 1944 بتيرونلفلي في الهند.

## وصلات خارجية
- دلهي جانيش على موقع IMDb (الإنجليزية)
- دلهي جانيش على موقع ألو سيني (الفرنسية)
- دلهي جانيش على موقع أول موفي (الإنجليزية)
- دلهي جانيش على موقع قاعدة بيانات الفيلم (الإنجليزية)
- دلهي جانيش على موقع كينوبويسك (الروسية)